# مايكل مارتينز
مايكل مارتينز (بالألمانية: Michael Maertens)‏ (و. 1963 – م) هو ممثل، وممثل مسرحي، وممثل أفلام من ألمانيا . ولد في هامبورغ .

## جوائز
حصل على جوائز منها:
- Nestroy Award.

## روابط خارجية
- مايكل مارتينز على موقع IMDb (الإنجليزية)
- مايكل مارتينز على موقع مونزينجر (الألمانية)
- مايكل مارتينز على موقع قاعدة بيانات الأفلام العربية
- مايكل مارتينز على موقع ألو سيني (الفرنسية)
- مايكل مارتينز على موقع ميوزك برينز (الإنجليزية)
- مايكل مارتينز على موقع أول موفي (الإنجليزية)
- مايكل مارتينز على موقع ديسكوغز (الإنجليزية)
- مايكل مارتينز على موقع قاعدة بيانات الفيلم (الإنجليزية)
- مايكل مارتينز على موقع كينوبويسك (الروسية)